# Francis Bannerman VI
Francis Bannerman VI (Dundee, 24 marzo 1851 – New York, 1918) è stato un imprenditore statunitense.

## Biografia

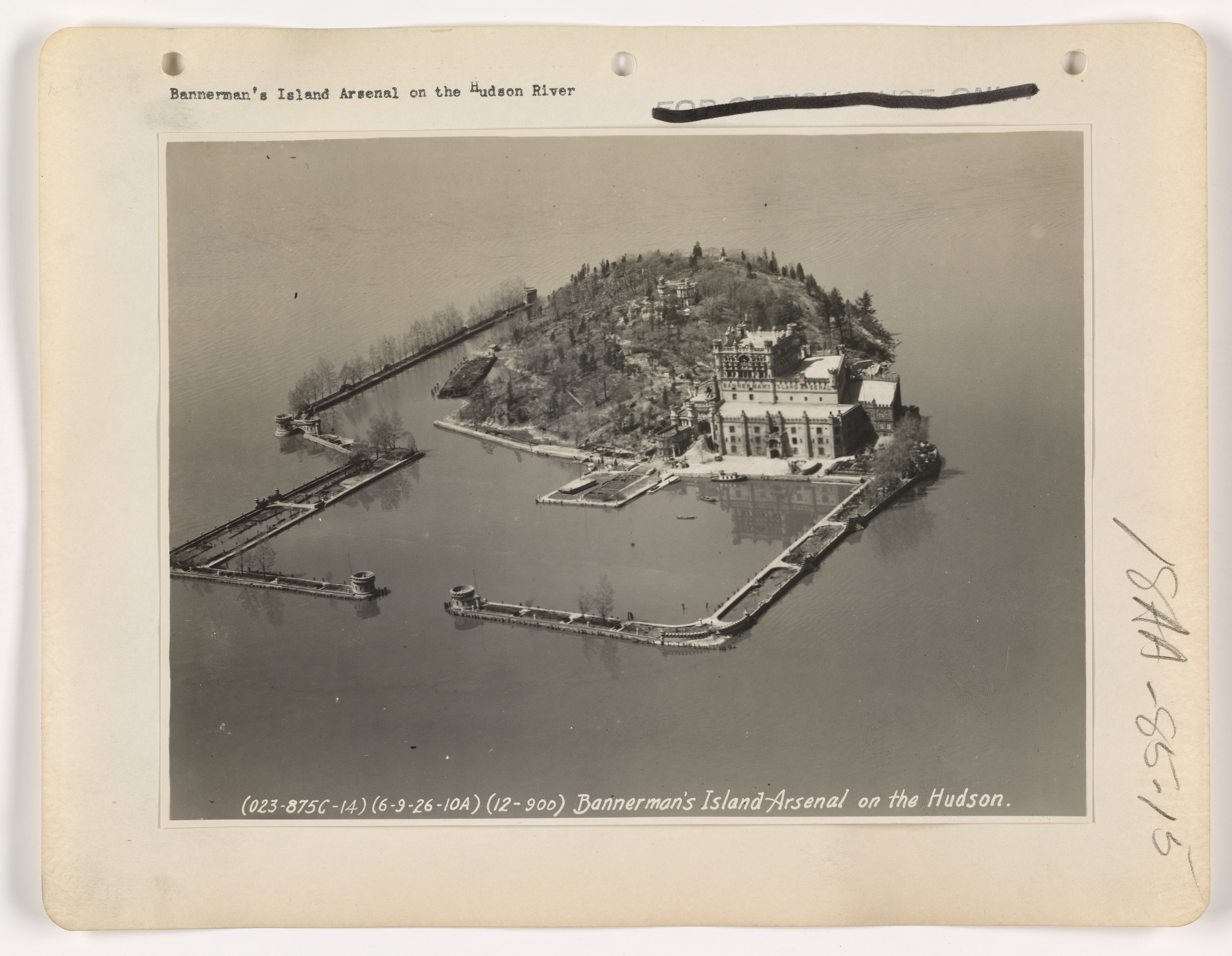
Il castello Bannerman fotografato nel 1947.

Francis Bannerman VI, antiquario e mercante, era un patriota scozzese, molto fiero della sua discendenza da uno degli appartenenti al clan Macdonald's sopravvissuto al massacro di Glencoe nel 1692.
Bannerman emigra con la sua famiglia negli Stati Uniti nel 1854.
Diventato un importante uomo d'affari e proprietario delle Bannerman Industries, egli è considerato il creatore del concetto originario del sealed bid, in pratica dell'offerta "in busta chiusa". Utilizzata da Francis Bannerman VI quando si aggiudica l'asta del 90% dei residuati bellici e del materiale dismesso dell'esercito statunitense proveniente dalla Guerra ispano-americana. In seguito acquistò numerosi pezzi di artiglieria navale dismessi dalla marina statunitense tra il 1900-1910 a seguito di riammodernamenti negli armamenti; questi pezzi d'artiglieria sarebbero poi stati riacquistati dal governo americano allo scoppio della prima guerra mondiale. 
Bannerman è stato considerato, ai suoi tempi, non solo il più grande commerciante nel mondo, ma anche il fondatore riconosciuto del commercio militare delle merci ed all'epoca la prima autorità sui rifornimenti militari.
Ancora oggi molti dei principali libri sulle armi da guerra utilizzano le illustrazioni dei cataloghi e delle guide Bannerman, ormai fuori stampa e considerate tra le migliori fonti per collezionisti e musei di materiale militare.

## Pollepel Island

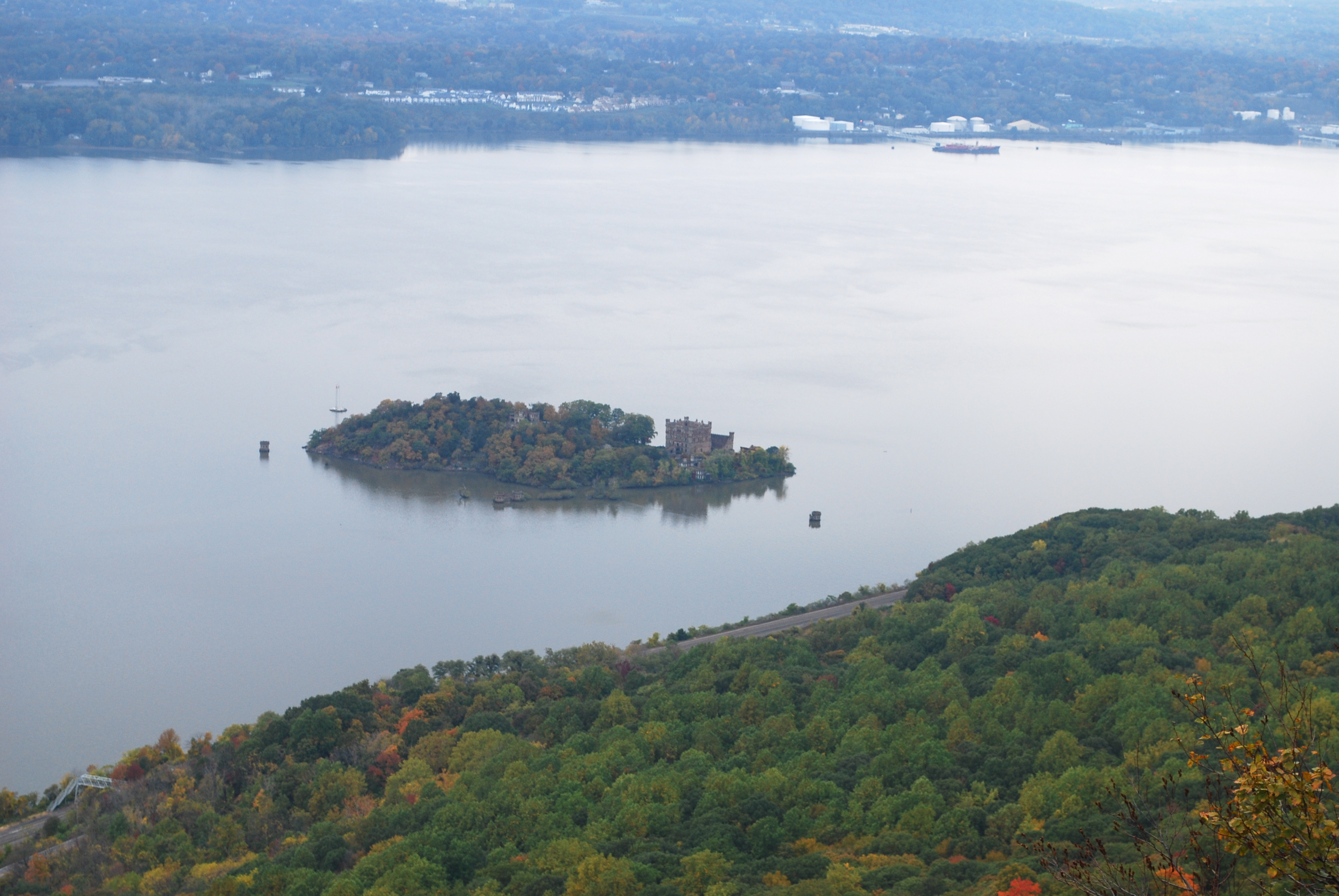
Vista aerea delle rovine del castello Bannerman, 2009.

Francis Bannerman VI, dopo essersi aggiudicato il materiale messo all'asta dal governo statunitense, dovette trovargli una giusta e sicura collocazione. Acquistata Pollepel Island, un'isola sul fiume Hudson situata nella cittadina di Newburgh, oltre a vari stabilimenti di stoccaggio per il materiale bellico, Bannerman vi fece costruire la residenza nota come "castello Bannerman", in pratica un piccolo castello, simile nelle forme esteriori ai castelli scozzesi.
Negli Stati Uniti è conosciuto come un grande genio negli affari, ma nello stesso tempo come un grande filantropo. Scorrendo la sua vita si può pensare ad una sorta di Paperon de' Paperoni molto simile a Andrew Carnegie, altro imprenditore scozzese, naturalizzato statunitense.
Banerman morì nel 1918, con la sua scomparsa i lavori di costruzione del castello si interruppero. Nel 1920 una forte esplosione causata dal materiale bellico contenuto nel magazzino danneggiò una parte del complesso. Gli affari degli eredi di Bannerman declinarono negli anni successivi a causa dell'introduzione di normative più stringenti a livello statale (Sullivan Act, 1911) e federale (National Firearms Act, 1934) relative all'acquisto di armi da parte di civili.
Nel 1967, i discendenti del costruttore cedono il castello allo Stato di New York, il quale ne riprende il possesso dopo aver rimosso tutte le scorie ed i residuati militari. Una parte del materiale è ceduto alla Smithsonian Institution. La notte dell'8 agosto 1969, un incendio di origine sconosciuta distrugge o danneggia gravemente tutte le costruzioni. Il catello è attualmente di proprietà del New York State Office of Parks, Recreation and Historic Preservation, che collabora con l'organizzazione non-profit The Bannerman Castle Trust, Inc. peer la manutenzione e la messa in sicurezza delle strutture superstiti e dell'isola.
Solo osservando le immagini dell'isola e delle rovine rimaste possiamo comprendere quali atmosfere ed emblematiche percezioni ci derivino da questa fortezza costruita su un'isola posta in mezzo al fiume Hudson. L'isola è stata visitata dall'autore William Least Heat-Moon, come riportato nel suo libro di viaggio Nikawa. 